# Nội các Donald Trump thứ nhất
Nội các Donald Trump thứ nhất (tiếng Anh: Donald Trump's First Cabinet) là Nội các trong nhiệm kỳ đầu tiên của Tổng thống Donald Trump. Trump nhậm chức Tổng thống ngày 20 tháng 1 năm 2017 và theo Điều khoản Bổ nhiệm của Hiến pháp Hoa Kỳ, Tổng thống đề cử thành viên trong Nội các để Thượng viện Hoa Kỳ phê chuẩn.
Trước khi phê chuẩn và trước phiên điều trần Quốc hội thành viên cao cấp đứng đầu cơ quan trong Nội các thực hiện với chức vụ là quyền. Nội các này như một phần chuyển giao quyền lực sau cuộc bầu cử Tổng thống Hoa Kỳ năm 2016.
Dữ liệu này ghi lại thông tin xác nhận các ứng viên được bổ nhiệm hoặc không trong Nội các do Tổng thống chỉ định. Chức vụ được sắp xếp theo thứ tự bổ nhiệm trong Nội các (cũng được sử dụng là Thứ tự kế vị Tổng thống Hoa Kỳ).

## Thành viên hiện tại
Tất cả các thành viên Nội các Hoa Kỳ sau khi được Tổng thống bổ nhiệm trước khi nhậm chức bắt buộc phải được Thượng viện Hoa Kỳ tư vấn và chấp thuận. Chức vụ Phó Tổng thống đặc biệt hơn, theo Hiến pháp chức vụ này phải được thông qua bởi bầu cử. Mặc dù một số thành viên thuộc bậc nội các, không nội các trong Văn phòng điều hành của phủ tổng thống Hoa Kỳ, như Chánh văn phòng Nhà Trắng, Cố vấn An ninh Quốc gia, và Thư ký Báo chí Nhà Trắng, không phải các chức vụ lập hiến nên hầu hết không yêu cầu được Thượng viện phê chuẩn.
Các chức vụ Nội các sau đây được Tổng thống Hoa Kỳ bổ nhiệm. Đối với các vị trí cấp cao khác, xem danh sách chức vụ Tổng thống Trump bổ nhiệm chính quyền.
| |                                                                              |                                                                           |                                                                   |             |             |
| Chức vụ được bầu, và không dựa theo sự tín nhiệm của Tổng thống (so với tất cả thành viên Nội các còn lại) Chức vụ được phê chuẩn bởi Thượng viện Chức vụ giữ vai trò quyền Chức vụ bổ nhiệm mà không cần Thượng viện phê chuẩn |                                                                              |                                                                           |                                                                   |             |             |
| Chức vụ Ngày Giữ chức / phê chuẩn | Người được chọn                                                              | Chức vụ Ngày Giữ chức / phê chuẩn                                         | Người được chọn                                                   |             |             |
| – Phó Tổng thống Đề cử 15/7/2016 Giữ chức 20/1/2017 | Cựu Thống đốc Mike Pence Indiana                                             | – Bộ trưởng Bộ Ngoại giao Đề cử 13/3/2018 Giữ chức 26/4/2018              | Cựu Giám đốc CIA Mike Pompeo Kansas                               |             |             |
| – Bộ trưởng Bộ Tài chính Đề cử 30/11/2016 Giữ chức 13/2/2017 | Cựu CEO Ngân hàng OneWest Steven Mnuchin California                          | – Bộ trưởng Bộ Quốc phòng Đề cử 9/11/2019 Giữ chức 9/11/2020              | Giám đốc Cơ quan tình báo Quốc gia Hoa Kỳ Christopher Miller Iowa |             |             |
| – Bộ trưởng Bộ Tư pháp Đề cử 7/12/2018 Giữ chức 14/2/2019 | Cựu Thứ trưởng Tư pháp Jeffrey A. Rosen Massachusetts                        | – Bộ trưởng Bộ Nội vụ Đề cử 15/12/2018 Giữ chức 2/1/2019                  | Cựu Thứ trưởng Bộ Nội vụ David Bernhardt Virginia                 |             |             |
| – Bộ trưởng Bộ Nông nghiệp Đề cử 18/1/2017 Giữ chức 25/4/2017 | Cựu Thống đốc Sonny Perdue Georgia                                           | – Bộ trưởng Bộ Thương mại Đề cử 30/11/2016 Giữ chức 28/2/2017             | Cựu CEO WL Ross & Co. Wilbur Ross Florida                         |             |             |
| – Bộ trưởng Bộ Lao động Đề cử 18/7/2019 Giữ chức 30/9/2019 | Cựu Cố vấn pháp lý Bộ Lao động Eugene Scalia Virginia                        | – Bộ trưởng Y tế và Dịch vụ Nhân sinh Đề cử 14/21/2017 Giữ chức 29/1/2018 | Cựu Thứ trưởng Y tế và Dịch vụ Nhân sinh Alex Azar Indiana        |             |             |
| – Bộ trưởng Gia cư và Phát triển Đô thị Đề cử 5/12/2016 Giữ chức 2/3/2017 | Cựu bác sĩ Phẫu thuật thần kinh Ben Carson Florida                           | – Bộ trưởng Bộ Giao thông Đề cử 7/1/2021 Giữ chức 11/1/2021               | Cựu Quyền Thứ trưởng Giao thông Stephen Bradbury Oregon           |             |             |
| – Bộ trưởng Bộ Năng lượng Đề cử 7/11/2019 Giữ chức 4/12/2019 | Cựu Thứ trưởng Bộ Năng lượng Dan Brouillette Texas                           | – Bộ trưởng Bộ Giáo dục Đề cử 7/1/2021 Giữ chức 8/1/2021                  | Thứ trưởng Bộ Giáo dục Mick Zais South Carolina                   |             |             |
| – Bộ trưởng Bộ Cựu chiến binh Đề cử 18/5/2018 Giữ chức 30/7/2018 | Cựu USD (P&R) Robert Wilkie North Carolina                                   | – Bộ trưởng Bộ An ninh Nội địa Đề cử 11/1/2021 Giữ chức 12/1/2021         | Quản trị viên FEMA Pete Gaynor Rhode Island                       |             |             |
| Chức vụ cấp Nội các |                                                                              |                                                                           |                                                                   |             |             |
| Chức vụ Ngày Đề cử / phê chuẩn | Người được chọn                                                              | Chức vụ Ngày Đề cử / phê chuẩn                                            | Người được chọn                                                   |             |             |
| – Chánh Văn phòng Nhà Trắng Đề cử 6/3/2020 Giữ chức 31/3/2020 | Cựu Hạ nghị sĩ Mark Meadows North Carolina                                   | – Đại diện Thương mại Hoa Kỳ Đề cử 3/1/2017 Giữ chức 15/5/2017            | Cựu Phó Đại diện Thương mại Hoa Kỳ Robert Lighthizer Florida      |             |             |
| – Giám đốc Tình báo quốc gia Đề cử 28/2/2020 Giữ chức 26/5/2020 | Cựu Hạ nghị sĩ John Ratcliffe Texas                                          | – Giám đốc Cơ quan Tình báo Trung ương Đề cử 13/3/2018 Giữ chức 26/4/2018 | Cựu Phó Giám đốc CIA Gina Haspel of Kentucky                      |             |             |
| – Quản lý Cơ quan Bảo vệ Môi trường Đề cử 5/7/2018 Giữ chức 9/7/2018 | Cựu Phó Quản lý Cơ quan Bảo vệ Môi trường Andrew Wheeler Virginia            | – Quản lý Cơ quan Doanh nghiệp nhỏ Đề cử 4/4/2019 Giữ chức 15/1/2020      | Cựu Thống đốc Ngân khố Jovita Carranza Illinois                   |             |             |
| – Giám đốc Cục Quản lý Hành chính và Ngân sách Đề cử 2/1/2019 Giữ chức 2/1/2019 | Cựu Phó Giám đốc Cục Quản lý Hành chính và Ngân sách Russell Vought Virginia | 1. 2. 3. 4.                                                               | 1. 2. 3. 4.                                                       | 1. 2. 3. 4. | 1. 2. 3. 4. |
| Nguồn: Cơ quan Trump và NPR |                                                                              |                                                                           |                                                                   |             |             |

## Lịch sử thành viên
| Quá trình phê chuẩn Nội các                  | Quá trình phê chuẩn Nội các | Quá trình phê chuẩn Nội các | Quá trình phê chuẩn Nội các       | Quá trình phê chuẩn Nội các       | Quá trình phê chuẩn Nội các       | Quá trình phê chuẩn Nội các       | Quá trình phê chuẩn Nội các       | Quá trình phê chuẩn Nội các       |
| Chức vụ                                      | Họ tên                      | Đề cử                       | Ngày điều trần                    | Ủy ban Thượng viện bỏ phiếu ngày  | Ủy ban Thượng viện bỏ phiếu       | Đầy đủ Thượng viện bỏ phiếu ngày  | Phê chuẩn                         | Ghi chú                           |
| -------------------------------------------- | --------------------------- | --------------------------- | --------------------------------- | --------------------------------- | --------------------------------- | --------------------------------- | --------------------------------- | --------------------------------- |
| Bộ trưởng Bộ Ngoại giao                      | Rex Tillerson               | 13/12/2016                  | 11/1/2017                         | 23/1/2017                         | 11–10                             | 1/2/2017                          | 56–43                             | Phiên điều trần.                  |
| Bộ trưởng Bộ Ngoại giao                      | Mike Pompeo                 | 13/3/2018                   | 12/4/2018                         | 23/4/2018                         | 11–9                              | 26/4/2018                         | 57–42                             | Phiên điều trần.                  |
| Bộ trưởng Bộ Tài chính                       | Steven Mnuchin              | 30/11/2016                  | 19/1/2017                         | 1/2/2017                          | 14–0                              | 13/2/2017                         | 53–47                             | Phiên điều trần.                  |
| Bộ trưởng Bộ Quốc phòng                      | Jim Mattis                  | 1/12/2016                   | 12/1/2017                         | 18/1/2017                         | 26–1                              | 20/1/2017                         | 98–1                              | Phiên điều trần.                  |
| Bộ trưởng Bộ Quốc phòng                      | Patrick Shanahan            | 9/5/2019                    | Từ chức khỏi đề cử ngày 18/6/2019 | Từ chức khỏi đề cử ngày 18/6/2019 | Từ chức khỏi đề cử ngày 18/6/2019 | Từ chức khỏi đề cử ngày 18/6/2019 | Từ chức khỏi đề cử ngày 18/6/2019 | Từ chức khỏi đề cử ngày 18/6/2019 |
| Bộ trưởng Bộ Quốc phòng                      | Mark Esper                  | 24/6/2019                   | 16/7/2019                         | 18/7/2019                         | Biểu quyết tiếng nói (26–1)       | 23/7/2019                         | 90–8                              | Phiên điều trần.                  |
| Bộ trưởng Tư pháp                            | Jeff Sessions               | 18/11/2016                  | 10/1/2017                         | 1/2/2017                          | 11–9                              | 8/2/2017                          | 52–47                             | Phiên điều trần.                  |
| Bộ trưởng Tư pháp                            | William Barr                | 7/12/2018                   | 15/1/2019                         | 7/2/2019                          | 12–10                             | 14/2/2019                         | 54–45                             | Phiên điều trần.                  |
| Bộ trưởng Nội vụ                             | Ryan Zinke                  | 15/12/2016                  | 17/1/2017                         | 31/1/2017                         | 16–6                              | 1/3/2017                          | 68–31                             | Phiên điều trần.                  |
| Bộ trưởng Nội vụ                             | David Bernhardt             | 4/2/2019                    | 28/3/2019                         | 4/4/2019                          | 14–6                              | 11/4/2019                         | 56–41                             | Phiên điều trần.                  |
| Bộ trưởng Nông nghiệp                        | Sonny Perdue                | 18/1/2017                   | 23/3/2017                         | 30/3/2017                         | Biểu quyết tiếng nói (19–1)       | 24/4/2017                         | 87–11                             | Phiên điều trần.                  |
| Bộ trưởng Bộ Thương mại                      | Wilbur Ross                 | 30/11/2016                  | 18/1/2017                         | 24/1/2017                         | Biểu quyết tiếng nói              | 27/2/2017                         | 72–27                             | Phiên điều trần.                  |
| Bộ trưởng Bộ Lao động                        | Andrew Puzder               | 8/12/2016                   | Rút khỏi đề cử 15/2/2017          | Rút khỏi đề cử 15/2/2017          | Rút khỏi đề cử 15/2/2017          | Rút khỏi đề cử 15/2/2017          | Rút khỏi đề cử 15/2/2017          | Rút khỏi đề cử 15/2/2017          |
| Bộ trưởng Bộ Lao động                        | Alex Acosta                 | 16/2/2017                   | 22/3/2017                         | 30/3/2017                         | 12–11                             | 27/4/2017                         | 60–38                             | Phiên điều trần.                  |
| Bộ trưởng Bộ Lao động                        | Eugene Scalia               | 18/7/2019                   | 19/9/2019                         | 24/9/2019                         | 12–11                             | 26/9/2019                         | 53–44                             | Phiên điều trần.                  |
| Bộ trưởng Bộ Y tế và Dịch vụ Nhân sinh       | Tom Price                   | 29/11/2016                  | 18/1/2017                         | 1/2/2017                          | 14–0                              | 10/2/2017                         | 52–47                             | Phiên điều trần.                  |
| Bộ trưởng Bộ Y tế và Dịch vụ Nhân sinh       | Alex Azar                   | 13/11/2017                  | 29/11/2017                        | 17/1/2018                         | 15–12                             | 24/1/2018                         | 55–43                             | Phiên điều trần.                  |
| Bộ trưởng Bộ Gia cư và Phát triển Đô thị     | Ben Carson                  | 5/12/2016                   | 12/1/2017                         | 24/1/2017                         | 23–0                              | 2/3/2017                          | 58–41                             | Phiên điều trần.                  |
| Bộ trưởng Bộ Giao thông                      | Elaine Chao                 | 29/11/2016                  | 11/1/2017                         | 24/1/2017                         | Biểu quyết tiếng nói              | 31/1/2017                         | 93–6                              | Phiên điều trần.                  |
| Bộ trưởng Bộ Năng lượng                      | Rick Perry                  | 14/12/2016                  | 19/1/2017                         | 31/1/2017                         | 16–7                              | 2/3/2017                          | 62–37                             | Phiên điều trần.                  |
| Bộ trưởng Bộ Năng lượng                      | Dan Brouillette             | 18/10/2019                  | 14/11/2019                        | 19/11/2019                        | 16–4                              | 2/12/2019                         | 70–15                             | Phiên điều trần.                  |
| Bộ trưởng Bộ Giáo dục                        | Betsy DeVos                 | 23/11/2016                  | 17/1/2017                         | 31/1/2017                         | 12–11                             | 7/2/2017                          | 51–50                             | Phiên điều trần.                  |
| Bộ trưởng Bộ Cựu chiến binh                  | David Shulkin               | 11/1/2017                   | 1/2/2017                          | 7/2/2017                          | 15–0                              | 13/2/2017                         | 100–0                             | Phiên điều trần.                  |
| Bộ trưởng Bộ Cựu chiến binh                  | Ronny Jackson               | 28/3/2018                   | Rút khỏi đề cử 26/4/2018          | Rút khỏi đề cử 26/4/2018          | Rút khỏi đề cử 26/4/2018          | Rút khỏi đề cử 26/4/2018          | Rút khỏi đề cử 26/4/2018          | Rút khỏi đề cử 26/4/2018          |
| Bộ trưởng Bộ Cựu chiến binh                  | Robert Wilkie               | 18/5/2018                   | 27/6/2018                         | 10/7/2018                         | 14–1                              | 23/7/2018                         | 86–9                              | Phiên điều trần.                  |
| Bộ trưởng Bộ An ninh Nội địa                 | John F. Kelly               | 7/12/2016                   | 10/1/2017                         | 18/1/2017                         | Biểu quyết tiếng nói (14–1)       | 20/1/2017                         | 88–11                             | Phiên điều trần.                  |
| Bộ trưởng Bộ An ninh Nội địa                 | Kirstjen Nielsen            | 12/10/2017                  | 8/11/2017                         | 14/11/2017                        | 11–4                              | 5/12/2017                         | 62–37                             | Phiên điều trần.                  |
| Đại diện Thương mại                          | Robert Lighthizer           | 3/1/2017                    | 14/3/2017                         | 25/4/2017                         | 26–0                              | 11/5/2017                         | 82–14                             | Phiên điều trần.                  |
| Giám đốc Tình báo Quốc gia                   | Dan Coats                   | 7/1/2017                    | 28/2/2017                         | ngày 9 tháng 3 năm 2017           | 13–2                              | 15/3/2017                         | 85–12                             | Phiên điều trần.                  |
| Giám đốc Tình báo Quốc gia                   | John Ratcliffe              | 28/7/2019                   | Rút khỏi đề cử ngày 2/8/2019      | Rút khỏi đề cử ngày 2/8/2019      | Rút khỏi đề cử ngày 2/8/2019      | Rút khỏi đề cử ngày 2/8/2019      | Rút khỏi đề cử ngày 2/8/2019      | Rút khỏi đề cử ngày 2/8/2019      |
| Giám đốc Tình báo Quốc gia                   | John Ratcliffe              | 28/2/2020                   | TBD                               | TBD                               | TBD                               | TBD                               | TBD                               | Phiên điều trần.                  |
| Đại sứ tại Liên Hợp Quốc                     | Nikki Haley                 | 23/11/2016                  | 18/1/2017                         | 24/1/2017                         | Biểu quyết tiếng nói (19–2)       | 24/1/2017                         | 96–4                              | Phiên điều trần.                  |
| Đại sứ tại Liên Hợp Quốc                     | Heather Nauert              | 7/12/2018                   | Rút khỏi đề cử ngày 16/2/2019     | Rút khỏi đề cử ngày 16/2/2019     | Rút khỏi đề cử ngày 16/2/2019     | Rút khỏi đề cử ngày 16/2/2019     | Rút khỏi đề cử ngày 16/2/2019     | Rút khỏi đề cử ngày 16/2/2019     |
| Đại sứ tại Liên Hợp Quốc                     | Kelly Craft                 | 22/2/2019                   | 19/6/2019                         | 25/7/2019                         | 15–7                              | 31/7/2019                         | 56–34                             | Phiên điều trần.                  |
| Giám đốc Cục quản lý Hành chính và Ngân sách | Mick Mulvaney               | 16/12/2016                  | 24/1/2017                         | 2/2/2017                          | 12–11, 8–7                        | ngày 16 tháng 2 năm 2017          | 51–49                             | Phiên điều trần.                  |
| Giám đốc Cơ quan Tình báo Trung ương         | Mike Pompeo                 | 18/11/2016                  | 12/1/2017                         | 20/1/2017                         | Biểu quyết tiếng nói              | 23/1/2017                         | 66–32                             | Phiên điều trần.                  |
| Giám đốc Cơ quan Tình báo Trung ương         | Gina Haspel                 | 13/3/2018                   | 9/5/2018                          | 16/5/2018                         | 10–5                              | 17/5/2018                         | 54–45                             | Phiên điều trần.                  |
| Quản lý Cơ quan Bảo vệ Môi trường            | Scott Pruitt                | 7/12/2016                   | 18/1/2017                         | 2/2/2017                          | 11–0                              | 17/2/2017                         | 52–46                             | Phiên điều trần.                  |
| Quản lý Cơ quan Bảo vệ Môi trường            | Andrew R. Wheeler           | 16/11/2018                  | 16/1/2019                         | 5/2/2019                          | 11–10                             | 28/2/2019                         | 52–47                             | Phiên điều trần.                  |
| Quản lý Cơ quan Doanh nghiệp nhỏ             | Linda McMahon               | 7/12/2016                   | 24/1/2017                         | 31/1/2017                         | 18–1                              | 14/2/2017                         | 81–19                             | Phiên điều trần.                  |
| Quản lý Cơ quan Doanh nghiệp nhỏ             | Jovita Carranza             | 4/4/2019                    | 11/12/2019                        | 18/12/2019                        | 17–2                              | 7/1/2020                          | 88–5                              | Phiên điều trần.                  |